# Stoner (Roman)
Stoner ist ein Roman des amerikanischen Autors John Williams, der 1965 erstmals gedruckt wurde, lange vergessen war, erst nach seiner Neuausgabe 2006 durch Edwin Frank in den NYRB Classics von der internationalen Kritik wahrgenommen wurde und sich danach auch zu einem Publikumserfolg entwickelte.
Der Roman spielt in der ersten Hälfte des 20. Jahrhunderts in den USA. Der Protagonist des Romans, William Stoner, einziger Sohn eines armen Farmerehepaars, wird zum Studium der Landwirtschaft auf eine Universität geschickt und entdeckt dort seine Liebe zur englischen Literatur, der er sein Leben lang treu bleibt. Er wird Dozent für englische Literatur an der Universität, geht eine unglückliche Ehe ein, entfremdet sich seinen Eltern, zieht ohne Hilfe seiner Frau die gemeinsame Tochter groß und lebt in einem akademischen Beruf mit Mühsalen und ohne Glanz.

## Inhalt
William Stoner wird 1891 nahe dem Dorf Booneville in Missouri geboren. Ein Leben voller entbehrungsreicher Feldarbeit auf der Farm seiner Eltern scheint vorgezeichnet, auch als ihn sein Vater nach Beendigung der High School im Jahr 1910 überraschend auf die University of Missouri in Columbia schickt, um dort ein Studium der Landwirtschaft zu absolvieren. Ein Einführungskurs in Englischer Literatur, der vom unnahbaren Dozenten Archer Sloane gehalten wird, entfacht in dem Studenten eine ungeahnte Leidenschaft für die Literatur. Er wechselt sein Studienfach und kehrt auch nach dem Abschluss als Magister der Literaturwissenschaft nicht auf die elterliche Farm zurück, sondern bleibt auf Betreiben Sloanes als Doktorand und Dozent an der Universität.
Zwei Freunde findet Stoner unter seinen Kommilitonen: den fachlich brillanten David Masters und den eher freundlich-geselligen Gordon Finch. Beide melden sich nach dem Kriegseintritt der Vereinigten Staaten in den Ersten Weltkrieg als Freiwillige, während Stoner in Columbia bleibt und an seiner Doktorarbeit schreibt. Masters fällt in Frankreich, Finch kehrt zurück und macht Karriere an der Universität, wo er rasch zum Dekan für Kunst und Wissenschaften aufsteigt, während Stoner sein Leben lang Assistenzprofessor bleibt.
Stoners im Jahr 1919 geschlossene Ehe mit Edith Bostwick, Tochter einer wohlhabenden Familie aus St. Louis, die infolge des Schwarzen Donnerstags 1929 ruiniert wird, bleibt unglücklich. Edith, die ihrem Mann vorwirft, ihr nicht den angestammten Lebensstandard bieten zu können, kränkelt und führt bald einen regelrechten Kleinkrieg gegen ihren Mann, der sich mehr und mehr aus dem gemeinsamen Haus in die Universität zurückzieht. Auch die 1923 geborene Tochter Grace sorgt nicht für das erhoffte Familienglück. Edith entfremdet das Mädchen seinem Vater und erzieht es in einer Strenge, der die Tochter mit 18 in eine Schwangerschaft und frühe Ehe entflieht. Ihr Mann stirbt im Zweiten Weltkrieg, und die von der Erziehung ihres Sohnes überforderte Grace beginnt zu trinken.
Nach dem Tod Archer Sloanes wird dessen Nachfolger Hollis N. Lomax zu Stoners Gegenspieler an der Universität. Der Konflikt entzündet sich an der Bewertung von Lomax’ Assistenten Charles Walker, den Stoner durch eine Prüfung fallen lässt. Der kleinwüchsige Lomax unterstellt Stoner Vorurteile gegen Walkers körperliche Gebrechen und verfolgt Stoner von diesem Moment an mit unversöhnlichem Hass. Als er die Leitung der Fakultät übernimmt, wird Stoner mit Lehrverpflichtungen für Erstsemester akademisch weitgehend kaltgestellt.
Eine Liebesbeziehung mit der deutlich jüngeren Doktorandin Katherine Driscoll bringt im Herbst 1932 unerwartetes Glück in Stoners Leben. Doch während Edith in der Lage zu sein scheint, über die Affäre ihres Mannes hinwegsehen zu können, solange dieser sich nicht scheiden lässt, ist es schließlich der feindselige Lomax, der die Beziehung beendet, indem er Driscolls Ruf schädigt und sie zum Wegzug aus Columbia zwingt. In der Folge altert Stoner merklich. An der Universität genießt er inzwischen den Ruf eines Originals, doch weiß er nur zu gut, nicht mehr als ein mittelmäßiger Dozent zu sein. Von seiner Geliebten liest er noch ein einziges Mal: Sie hat ihm ihre Dissertation gewidmet.
Im Jahr 1956 kommt es zu einer letzten Auseinandersetzung zwischen Lomax, der den Assistenzprofessor in Pension schicken will, und Stoner, der auf seiner Weiterbeschäftigung bis zur Altersrente beharrt. Doch dann beendet ein Darmtumor Stoners Universitätslaufbahn endgültig. Ihm bleiben noch wenige Wochen für einen geregelten Abgang, bevor eine Operation die Bösartigkeit des Tumors bestätigt. Auf dem Sterbebett wird Stoner bewusst, dass man sein Leben für gescheitert halten wird. Doch ihm scheint es das Wichtigste, dass er stets er selbst geblieben ist.

## Rezeption
Als das Buch 1965 in USA herauskam, wurde es in der Zeitschrift The New Yorker positiv besprochen, verkauft wurden rund 2.000 Exemplare. Als dann der amerikanische Literaturwissenschaftler Irving Howe 1966 in The New Republic einen Aufsatz veröffentlichte, in dem er das Buch als „ernsthaft, wunderschön und berührend“ (Serious, beautiful and affecting) beschrieb, war es auf dem Buchmarkt schon nicht mehr erhältlich. 1973 kam es in England heraus, wurde aber auch dort kaum beachtet. C. P. Snow stellte sich in der Financial Times die Frage, wieso das Buch nicht berühmt sei. 2006 publizierte Edwin Frank, der Leiter der New York Review of Books Classics, das Buch mit einer Einführung durch den irischen Romancier John McGahern.
2007 nannte Morris Dickstein den Roman in seiner Kritik in der New York Times „a perfect novel“ und konnte damit erstmals die Aufmerksamkeit der internationalen Literaturkritik auf das Buch lenken. Übersetzungen in mehrere europäische Sprachen folgten, darunter durch Anna Gavalda ins Französische. Die italienische Übersetzung ging 2013 in die 11. Auflage. 2013 belegte die niederländische Übersetzung über mehrere Monate Platz eins in der Bestseller-Liste. In den Niederlanden wurden mittlerweile 125.000 Exemplare verkauft.
Ebenfalls 2013 brachte der Deutsche Taschenbuch Verlag die erste Übersetzung ins Deutsche durch Bernhard Robben heraus. Inzwischen ist das Buch in mehr als zehn weitere Sprachen übersetzt worden, unter anderem ins Brasilianisch-Portugiesische, Chinesische, Dänische, Katalanische, Russische, Schwedische, Spanische und Türkische.
Angela Schader schrieb 2013 in ihrer Rezension des Buches für die Neue Zürcher Zeitung, der Roman werde in einer Sprache erzählt, „die sich wie ein schlicht, aber perfekt gearbeitetes Gewand an den Leib der Erzählung schmiegt, die Momenten tiefster Bitterkeit ebenso schlüssig Gestalt verleiht wie den raren, unvermittelten Lichteinfällen, die den Protagonisten an die Grenze des irdischen Daseins führen.“ Weiterhin heißt es, „Stoners Geist“ werde „zumindest in der Erinnerung des Lesers so rasch nicht zur Ruhe kommen.“
NDR Kultur resümierte 2013 in einer Besprechung der Audiofassung des Buches: „Im Grunde handelt dieser Universitätsroman von den manchmal recht verqueren Wegen der Liebe. Im Wissenschaftsbetrieb lassen die Leidenschaften sich zur Lehr- und Forschungstätigkeit sublimieren; doch Konkurrenzkampf und Intrigen können sie auch in etwas Ungesundes verwandeln. Das Buch schildert das gekonnt am Beispiel des Hochschullehrers William Stoner, der wahrscheinlich nicht ganz zufällig schon im Namen einige Ähnlichkeit mit seinem Schöpfer John Williams hat.“
In der Rezension von Sibylle Peine für die dpa hieß es 2013: „Williams zeigt seinen Helden als eine authentische und gradlinige Figur. Den Zumutungen und Ungerechtigkeiten des Lebens setzt Stoner eine stoische Geisteshaltung und Duldsamkeit entgegen, von der man nicht weiß, ob man sie bewundernswert oder empörend finden soll. Denn mit nur ein wenig mehr Egoismus wäre Stoners Leben um einiges glücklicher. Doch wie seine bäuerlichen Vorfahren hadert er nicht mit seinem Schicksal. In einer wunderbar differenzierten Sprache, die die unterschiedlichsten Stimmungen einzufangen weiß, bringt uns Williams eine rührend altmodische Figur nahe.“
Es sei ein Glück, dass wir ihn [Williams’ Roman] wieder entdecken können, schrieb Ulrich Greiner für Die Zeit – und weiter: „Wir begreifen: Man kann das Leben nur leben, so gut es eben geht. Wirklich verstehen kann man es nicht. Vielleicht ist das die größte Stärke dieses bewegenden Buches: dass es seinen Helden nicht durchschaut, nicht zurechtdefiniert. Es stellt ihn in all seinen Stärken und Schwächen, in all seiner mittleren Menschlichkeit vor uns hin und sagt: Seht, euer Bruder!“

## Ausgaben
- Stoner. New York: Viking Press 1965, ISBN 1-59017-199-3
- Stoner. Introduction by John McGahern (2002). New York: NYRB Classics, 2006, ISBN 978-1-59017-199-8 (Neuausgabe)
- Stoner. Roman. Aus dem Amerikanischen von Bernhard Robben. München: Deutscher Taschenbuch Verlag, 2013, ISBN 978-3-423-28015-0
- Stoner. Hörbuch. Gelesen von Burghart Klaußner. Berlin: Der Audio Verlag, 2013, ISBN 978-3-86231-280-1